# Lena Repinc
Lena Repinc, slovenska biatlonka, * 8. april 2003.

## Kariera
Repinc je na tekmi svetovnega prvenstva v avstrijskem Obertilliachu postala mladinska svetovna prvakinja v zasledovalni tekmi ter v šprintu. 26. novembra 2023 je prvič osvojila točke svetovnega pokala s 34. mestom na posamični tekmi v Östersundu.

## Športni rezultati
Podatki temeljijo na uradni spletni strani Mednarodne biatlonske zveze.

### Mladinska svetovna prvenstva
6 medalj (2 zlati, 4 srebrne)
| Disciplina          | Posamično | Šprint    | Zasledovalna tekma | Štafeta  |
| ------------------- | --------- | --------- | ------------------ | -------- |
| 2019 Osrblie        | 37. mesto | 21. mesto | 30. mesto          | 5. mesto |
| 2020 Lenzerheide    | 16. mesto | 9. mesto  | 6. mesto           | 4. mesto |
| 2021 Obertilliach   | Srebro    | Zlato     | Zlato              | Srebro   |
| 2022 Soldier Hollow | 4. mesto  | Srebro    | Srebro             | 6. mesto |